# 颱風眼鏡蛇
颱風眼鏡蛇（英語：Typhoon Cobra），又被稱為1944颱風或海爾賽颱風，是一個1944年太平洋颱風季的一個熱帶氣旋。它於1944年12月太平洋戰爭時吹襲菲律賓海，導致美國太平洋艦隊中三艘驅逐艦沉沒，790名士兵喪生，另外九艘軍艦受損，數十架飛機由航空母艦被吹至海中。 
美國海軍第38特遣艦隊當時在呂宋以東約300 mi（260 nmi；480 km）的菲律賓海執行任務，空襲位於菲律賓的日軍機場，並為船隻加油。當時美國第三艦隊指揮官小威廉·海爾賽上將收到了錯誤的氣象報告，令他誤判情況，所有艦隻都留在原地，他直到12月17日才下令駛進颱風眼。
目前資料顯示，這是1944年太平洋颱風季第23個及最後已知形成的熱帶氣旋。

## 氣象歷史
12月17日，該颱風首先被正在加油的美國第三艦隊發現，位於塞班島的美國陸軍航空兵派出偵察機，發現該風暴正撲向第三艦隊，估計風速高達140 kn（160 mph；72 m/s；260 km/h）。當它接近艦隊時，杜威號驅逐艦觀察到氣壓低至27.3 inHg(924 hPa)。該風暴最後於12月18日觀察到。

## 第38特遣艦隊
美國海軍第38特遣艦隊在支援盟軍登陸民都洛後在外海補油，遇上颱風，最終三艘驅逐艦（史班斯號、赫爾號、莫納漢號）沉沒，790人喪生，27艘船受損，11艘需要大修，損失146架飛機，蒙特利號、科本斯號及聖哈辛托號機庫起火，蒙特利號要返回珍珠港維修。

## 影響
第三艦隊在風暴吹襲時選擇留在原地而非避風，造成大量人命及裝備損失。其後在加羅林群島烏利西環礁的海軍調查委員會上，由34歲的賀伯特ˑKˑ蓋茲(Herbet K Gates)上校擔任法官的委員會認為海爾賽下令第三艦隊駛向風暴中心時有判斷出錯，該委員會並沒有提出任何處分，美國太平洋艦隊司令切斯特·威廉·尼米茲也有出席該委員會。1945年1月，雷蒙德·斯普魯恩斯上將接替海爾賽成為第三艦隊司令。
這次風暴令美國海軍開始建立氣象預報系統，其後演變成聯合颱風警報中心。